# ケリュグマ
ケリュグマ（ギリシア語: κήρυγμα）は、宣教という意味のギリシア語。新約聖書に8回出てくる。告知者が告知する行為もしくは内容を表している。
カール・バルトらの新正統主義において、ケリュグマと宣教が同一視される。また、ケリュグマは新約だけでなく、旧約にも証言としてあるとされている。伝道の中心は宣教だが、伝道と宣教は同一ではない（松木治三郎）。
ルドルフ・ブルトマンは聖書を非神話化し、ケリュグマこそが聖書の中心であるとした。